# Eleição municipal de Campo Largo (Paraná) em 2016
A eleição municipal de Campo Largo em 2016 foi realizada para eleger um prefeito, um vice-prefeito e 11 vereadores no município de Campo Largo, no estado brasileiro do Paraná. Foram eleitos Tadeu de Paula (DEM), Giovani Marcon (PSC), João D'Água (DEM), Márcio Beraldo (PP), Clea Oliveira (PSB), Darci Andreassa (PSD), Bete Damaceno (PP), Bento Vidal (DEM), Clairton Alemão (SD), Toninho Ferreira (PTC) e Betinho (PMDB), e  para os cargos de prefeito(a) e vice-prefeito(a), Marcelo Fabiani Puppi e Maurício Roberto Rivabem, respectivamente. Seguindo a Constituição, os candidatos são eleitos para um mandato de quatro anos a se iniciar em 1º de janeiro de 2017. A decisão para os cargos da administração municipal, segundo o Tribunal Superior Eleitoral, contou com 81 733 eleitores aptos e 9 806 abstenções, de forma que 12% do eleitorado não compareceu às urnas naquele turno.

## Antecedentes
Nas eleições municipais de 2012, o candidato do DEM, Marcelo Puppi foi derrotado por Affonso Guimarães do PT, por uma diferença de quase 4%. O resultado dessa eleição foi uma reviravolta para o Partido dos Trabalhadores, já que na eleição para prefeito de 2012 Guimarães perdeu por uma acentuada diferença de aproximadamente 16%, para Edson Basso do MDB. 

## Campanha
A internet e a força das plataformas digitais como forma campanha política foi um dos temas mais abordados na do prefeito eleito de Campo Largo e ainda salientou que a era atual era a da "vídeopolítica". Uma das polêmicas acerca a trajetória que antecedeu as eleições foi em um vídeo o qual mostra Puppi em um lixão discursando sobre a valorização ambiental. O cenário do recurso audiovisual ainda continua crescendo, incomodando os moradores da região. 

## Resultados

### Eleição municipal de Campo Largo em 2016 para Prefeito
A eleição para prefeito contou com 4 candidatos em 2016: Affonso Portugal Guimaraes do Partido Social Democrático (2011), João Marcos Cavalin Cuba do Partido da República, Fabiano Luiz Andreassa do Democracia Cristã (Brasil), Marcelo Fabiani Puppi do Democratas (Brasil) que obtiveram, respectivamente, 17 829, 4 976, 5 739, 31 460 votos. O Tribunal Superior Eleitoral também contabilizou 12% de abstenções nesse turno. 
| Candidato(a)                     | Vice                      | Coligação                            | Votos recebidos | Percentual |
| -------------------------------- | ------------------------- | ------------------------------------ | --------------- | ---------- |
| Marcelo Fabiani Puppi (DEM)      | Maurício Roberto Rivabem  | Uma Nova Campo Largo. Fazemos Juntos | 31460           | 52.43%     |
| Affonso Portugal Guimaraes (PSD) | Udo Schmidt Neto          | Com a Força da Nossa Gente           | 17829           | 29.71%     |
| Fabiano Luiz Andreassa (DC)      | João Leocadio Pinto Nunes | Renovação de Verdade                 | 5739            | 9.56%      |
| João Marcos Cavalin Cuba (PR)    | Adilson Jose Mazon        | Renascendo Campo Largo de Verdade    | 4976            | 8.29%      |

### Eleição municipal de Campo Largo em 2016 para Vereador
Na decisão para o cargo de vereador na eleição municipal de 2016, foram eleitos 11 vereadores com um total de 63 138 votos válidos. O Tribunal Superior Eleitoral contabilizou 4 349 votos em branco e 4 440 votos nulos. De um total de 81 733 eleitores aptos, 9 806 (12%) não compareceram às urnas .
| Nome                        | Partido político                       | Coligação                                | Votos recebidos | Percentual |
| --------------------------- | -------------------------------------- | ---------------------------------------- | --------------- | ---------- |
| Tadeu Quirino de Paula      | Democratas (DEM)                       | Por uma Nova Campo Largo. Estamos Juntos | 2344            | 3.71%      |
| Giovani Jose Marcon         | Partido Social Cristão (PSC)           | Pra Cidade Seguir em Frente              | 2339            | 3.7%       |
| João Carlos Ferreira        | Democratas (DEM)                       | Por uma Nova Campo Largo. Estamos Juntos | 1672            | 2.65%      |
| Marcio Angelo Beraldo       | Partido Progressista (PP)              | Todos pelo Bem Estar                     | 1653            | 2.62%      |
| Rosiclea Oliveira da Silva  | Partido Socialista Brasileiro (PSB)    | Campo Largo no Caminho Certo             | 1635            | 2.59%      |
| Darci Antonio Andreassa     | Partido Social Democrático (PSD)       | Campo Largo não Pode Parar               | 1314            | 2.08%      |
| Elisabete Gomes Damaceno    | Partido Progressista (PP)              | Todos pelo Bem Estar                     | 1250            | 1.98%      |
| Bento Antonio Vidal         | Democratas (DEM)                       | Por uma Nova Campo Largo. Estamos Juntos | 1181            | 1.87%      |
| Clairton Darci Tummler      | Solidariedade (SD)                     | Fazemos Juntos uma Nova Campo Largo      | 1135            | 1.8%       |
| Antonio Gonçalves Ferreira  | Partido Trabalhista Cristão (PTC)      | Campo Largo não Pode Parar               | 1010            | 1.6%       |
| Airton Roberto Vaz da Silva | Movimento Democrático Brasileiro (MDB) | Juntos Fazemos uma Nova Campo Largo      | 826             | 1.31%      |

## Análise
O ex-prefeito Affonso Guimarães não compareceu à posse de Marcelo Puppi por não estar na cidade na data estipulada para o evento e ainda disse que não havia recebido seu cargo de ninguém. Já no início de administração, o prefeito de Campo Largo extinguiu cinco secretárias e anunciou a criação de cargos de gerência para  eliminas altas salários e otimizar a economia da cidade.
Em entrevista coletiva, foram anunciados nomes que irão compor seu gabinete, entre eles encontrava-se o ex-prefeito Edson Basso, para secretário do Desenvolvimento Econômico, e Josélia Nunes Nogueira, para a Procuradoria Geral do Município, além de Christiane Chemin como secretária da saúde. 